# Levi García
Levi Samuel García (Santa Flora, 20 de noviembre de 1997) es un futbolista trinitense. Juega de delantero en el F. C. Spartak de Moscú de la Liga Premier de Rusia.

## Trayectoria
Fue fichado por AZ Alkmaar a finales de 2015, con 18 años recién cumplidos, procedente de Central. Viajó a Países Bajos y se estableció definitivamente en Alkmaar.
Tuvo un período de adaptación y comenzó el año siguiente ya a la orden del primer equipo.
El 24 de enero de 2016 debutó como profesional en la Eredivisie, fue contra Feyenoord, jugó los 22 minutos finales y ganaron 4 a 2. Disputó su primer partido con 18 años y 65 días, utilizó la camiseta número 28. Se convirtió en el trinitense más joven en jugar profesionalmente en Europa.
En el siguiente partido que tuvo minutos, el 30 de enero, se enfrentaron a NEC Nijmegen, Levi ingresó a mediados del segundo tiempo, al minuto 72 anotó su primer gol oficial y ganaron 3 a 0. Con 18 años y 71 días, marcó el récord como trinitense más joven en anotar en suelo europeo.

## Selección nacional
Levi fue convocado por primera vez para la selección absoluta de Trinidad y Tobago, para jugar la clasificación de Concacaf para la Copa Mundial de Fútbol de 2018, por el entrenador Stephen Hart.
Debutó con la selección el 25 de marzo de 2016, ingresó al minuto 62 para enfrentar a San Vicente y las Granadinas, fue un partido parejo, pero García impuso su nivel, se despachó con un doblete y ganaron 3 a 2.

## Estadísticas

### Clubes
Actualizado al 24 de mayo de 2025.
| Club                              | Div.          | Temporada     | Liga  | Liga  | Copas nacionales | Copas nacionales | Torneos internacionales | Torneos internacionales | Total | Total |
| Club                              | Div.          | Temporada     | Part. | Goles | Part.            | Goles            | Part.                   | Goles                   | Part. | Goles |
| --------------------------------- | ------------- | ------------- | ----- | ----- | ---------------- | ---------------- | ----------------------- | ----------------------- | ----- | ----- |
| AZ Alkmaar · Países Bajos         | 1.ª           | 2015-16       | 8     | 1     | 1                | 0                | ―                       | ―                       | 9     | 1     |
| AZ Alkmaar · Países Bajos         | 1.ª           | 2016-17       | 18    | 1     | 2                | 0                | 8                       | 1                       | 28    | 2     |
| Jong AZ · Países Bajos            | 3.ª           | 2016-17       | 8     | 5     | ―                | ―                | ―                       | ―                       | 8     | 5     |
| Jong AZ · Países Bajos            | 2.ª           | 2017-18       | 9     | 2     | ―                | ―                | ―                       | ―                       | 9     | 2     |
| Jong AZ · Países Bajos            | Total club    | Total club    | 17    | 7     | 0                | 0                | 0                       | 0                       | 17    | 7     |
| AZ Alkmaar · Países Bajos         | 1.ª           | 2017-18       | 4     | 0     | 2                | 1                | ―                       | ―                       | 6     | 1     |
| AZ Alkmaar · Países Bajos         | Total club    | Total club    | 30    | 2     | 5                | 1                | 8                       | 1                       | 43    | 4     |
| S. B. V. Excelsior · Países Bajos | 1.ª           | 2017-18       | 15    | 1     | ―                | ―                | ―                       | ―                       | 15    | 1     |
| S. B. V. Excelsior · Países Bajos | Total club    | Total club    | 15    | 1     | 0                | 0                | 0                       | 0                       | 15    | 1     |
| Hapoel Ironi Kiryat Shmona Israel | 1.ª           | 2018-19       | 20    | 3     | 7                | 0                | ―                       | ―                       | 27    | 3     |
| Hapoel Ironi Kiryat Shmona Israel | Total club    | Total club    | 20    | 3     | 7                | 0                | 0                       | 0                       | 27    | 3     |
| Beitar Jerusalén Israel           | 1.ª           | 2019-20       | 30    | 5     | 9                | 1                | ―                       | ―                       | 39    | 6     |
| Beitar Jerusalén Israel           | 1.ª           | 2020-21       | ―     | ―     | 1                | 0                | ―                       | ―                       | 1     | 0     |
| Beitar Jerusalén Israel           | Total club    | Total club    | 30    | 5     | 10               | 1                | 0                       | 0                       | 40    | 6     |
| AEK Atenas F. C. · Grecia         | 1.ª           | 2020-21       | 26    | 5     | 5                | 1                | 4                       | 0                       | 35    | 6     |
| AEK Atenas F. C. · Grecia         | 1.ª           | 2021-22       | 33    | 7     | 4                | 1                | 2                       | 0                       | 39    | 8     |
| AEK Atenas F. C. · Grecia         | 1.ª           | 2022-23       | 31    | 14    | 6                | 4                | ―                       | ―                       | 37    | 18    |
| AEK Atenas F. C. · Grecia         | 1.ª           | 2023-24       | 20    | 13    | 1                | 0                | 6                       | 1                       | 27    | 14    |
| AEK Atenas F. C. · Grecia         | 1.ª           | 2024-25       | 16    | 5     | 3                | 0                | 3                       | 5                       | 22    | 10    |
| AEK Atenas F. C. · Grecia         | Total club    | Total club    | 126   | 44    | 19               | 6                | 15                      | 6                       | 160   | 56    |
| F. C. Spartak de Moscú · Rusia    | 1.ª           | 2024-25       | 11    | 1     | 4                | 2                | ―                       | ―                       | 15    | 3     |
| F. C. Spartak de Moscú · Rusia    | Total club    | Total club    | 11    | 1     | 4                | 2                | 0                       | 0                       | 15    | 3     |
| Total carrera                     | Total carrera | Total carrera | 249   | 63    | 45               | 10               | 23                      | 7                       | 317   | 80    |
| 1. 2.                             |               |               |       |       |                  |                  |                         |                         |       |       |

### Resumen estadístico
|                                       | Partidos | Goles | Promedio |
| ------------------------------------- | -------- | ----- | -------- |
| Liga                                  | 16       | 2     | 0,12     |
| Copas nacionales                      | 1        | 0     | 0,00     |
| Copas internacionales                 | 6        | 0     | 0,00     |
| Selección de Trinidad y Tobago sub-17 | 4        | 0     | 0,00     |
| Selección de Trinidad y Tobago sub-20 | 7        | 0     | 0,00     |
| Selección de Trinidad y Tobago        | 8        | 2     | 0,25     |
| Total                                 | 42       | 4     | 0,09     |

## Palmarés

### Campeonatos nacionales
| Título              | Club             | País   | Año  |
| ------------------- | ---------------- | ------ | ---- |
| Superliga de Grecia | AEK Atenas F. C. | Grecia | 2023 |
| Copa de Grecia      | AEK Atenas F. C. | Grecia | 2023 |